# Грингауз, Константин Иосифович
Константин Иосифович Грингауз (1918—1993) — советский и российский учёный, лауреат Ленинской премии и Государственной премии СССР.

## Биография
Родился 5 июля 1918 года в Туле в семье провизора.
Окончил школу в Самаре (1935), где с 1921 г. жила их семья, и поступил на Электрофизический факультет Ленинградского электротехнического института (в те годы — отраслевого вуза Ленинградского политехнического института). В 1941 г. получил диплом инженера-радиотехника.
Работал инженером на танковом заводе в Сибири. В 1944 году направлен на 1-й Украинский фронт в составе комиссии, которая изучала работу танковых средств радиосвязи в боевых условиях.
С января 1945 года учился в аспирантуре, в 1949 году защитил кандидатскую диссертацию, посвящённую изучению влияния ионосферы на распространение радиоволн.
В 1949—1959 научный сотрудник Научно-исследовательского института № 885 Министерства промышленности средств связи СССР (сейчас — ФГУП «НПЦАП»), с 1950 г. зав. лабораторией радиотехнологий.
Принимал участие в пуске первых геофизических ракет с радиозондирующими устройствами для изучения ионосферы (полигон Капустин Яр).
С 1956 года руководил разработкой приборов для исследования ионной компоненты ионосферы Земли, а также разработкой передатчика и антенны для первого в мире искусственного спутника Земли.
Аппаратура, созданная в его лаборатории, успешно работала на автоматических станциях «Луна-1» (январь 1959), «Луна-2» (сентябрь 1959), и «Луна-3» (октябрь 1959), а также на межпланетной автоматической станции «Венера-1» (февраль 1961).
С 1959 года работал в Радиотехническом институте Академии наук, заведовал отделом, состоявшим из трёх лабораторий, одновременно руководил одной из них — лабораторией межпланетной плазмы.
Созданная под его руководством аппаратура на марсианских искусственных спутниках позволила обнаружить магнитосферу у Марса, напоминающую земную магнитосферу с её длинным шлейфом и плазменным слоем.
С 1 июля 1971 года отдел Грингауза переведён из радиотехнического института Академии наук СССР в Институт космических исследований АН СССР и преобразован в Лабораторию межпланетной и околопланетной плазмы.
В соавторстве с коллегами он сделал два научных открытия: плазменной оболочки Земли и зоны мягких электронов за пределами радиационных поясов.
Автор и соавтор многочисленных научных работ, докладов и лекций на международных и отечественных симпозиумах и конференциях.
В 1970 г. присуждена учёная степень доктора физико-математических наук и присвоено учёное звание профессора.
Умер в 1993 году. Похоронен на Введенском кладбище (8 уч.).

## Награды
- Постановлением ЦК КПСС и Совета Министров СССР от 21 апреля 1961 года за создание научных приборов для первых искусственных спутников Земли и межпланетных космических аппаратов присуждена Ленинская премия за 1960 год в составе научного коллектива.
- Постановлением ЦК КПСС и Совета Министров СССР от 5 ноября 1987 года «За создание научного комплекса проекта „Вега“ для исследований Кометы Галлея» присуждена Государственная премия СССР за 1986 год в составе научного коллектива.
- В 1992 году на Ассамблее в Хельсинки награждён Международной медалью Международного комитета по космическим исследованиям COSPAR «За выдающийся вклад в космические исследования».
- Награждён орденом Трудового Красного Знамени и шестью медалями.

Умер 10 июня 1993 года. Похоронен на Введенском кладбище.